# Tom Clancy's Rainbow Six: Lockdown
Tom Clancy's Rainbow Six: Lockdown é um jogo eletrônico do gênero Tiro em primeira pessoa tático da série Rainbow Six. O projeto inicial foi desenvolvida pela Red Storm Entertainment para a plataforma PlayStation 2. Os estúdios da Ubisoft Montreal desenvolveram a versão para Xbox. Ambos foram publicados pela Ubisoft. As versões para PlayStation 2, Xbox e Gamecube versões foram lançadas em 8 de setembro de 2005 e posteriormente, uma versão para Microsoft Windows foi lançada em 16 de fevereiro de 2006. Lockdown ocorre em 2009 e gira em torno de uma unidade anti-terrorista de elite denominada RAINBOW. Em Lockdown, a RAINBOW é colocada contra uma organização mundial terrorista conhecido como Frente da Libertação Global, composta de vários anarquistas e organizações de esquerda do terceiro mundo contra o Ocidente. O jogo inclui ao todo 16 missões no modo um jogador (14 para  Xbox).